# Bandy aux Jeux asiatiques d'hiver de 2011

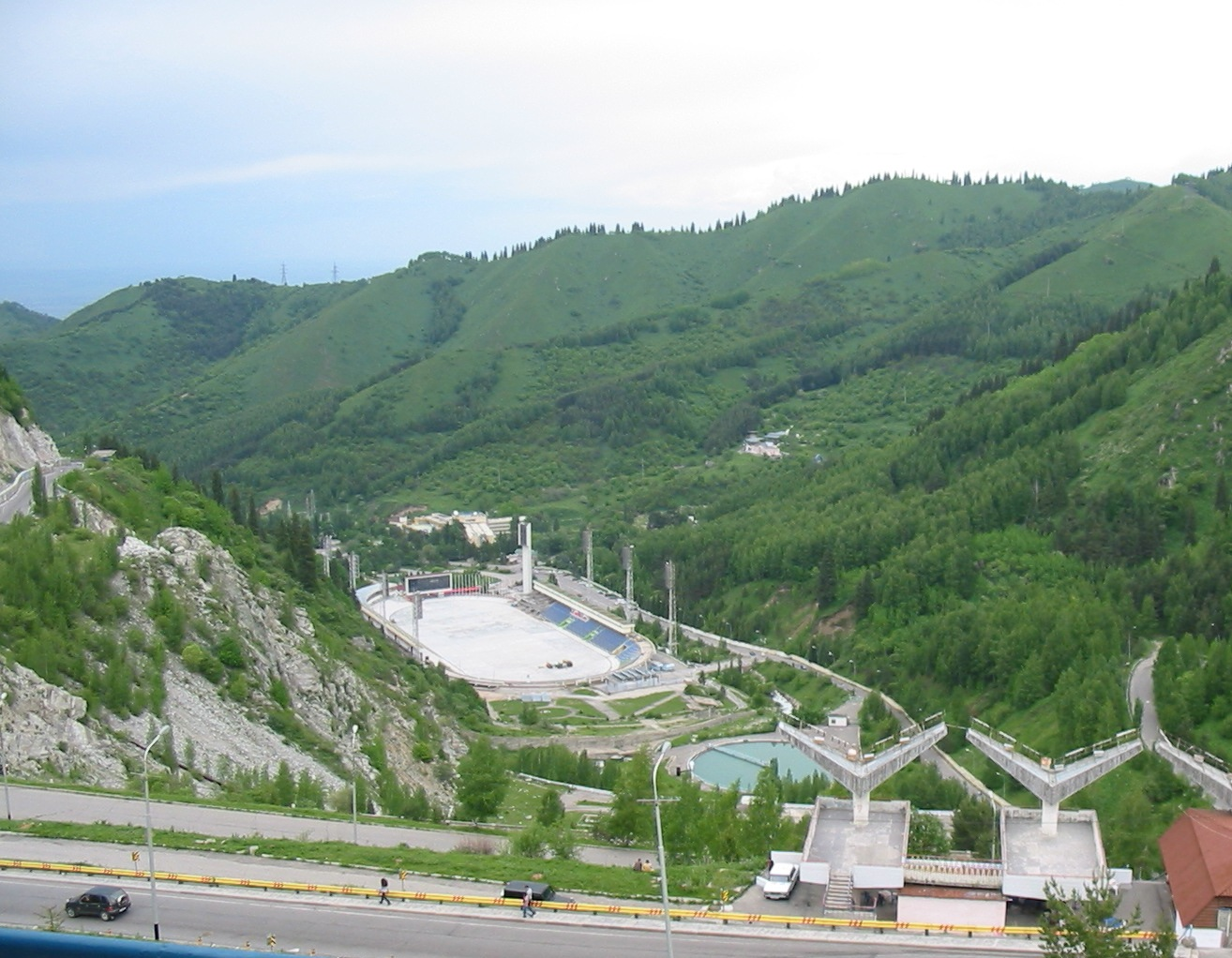
Medeo

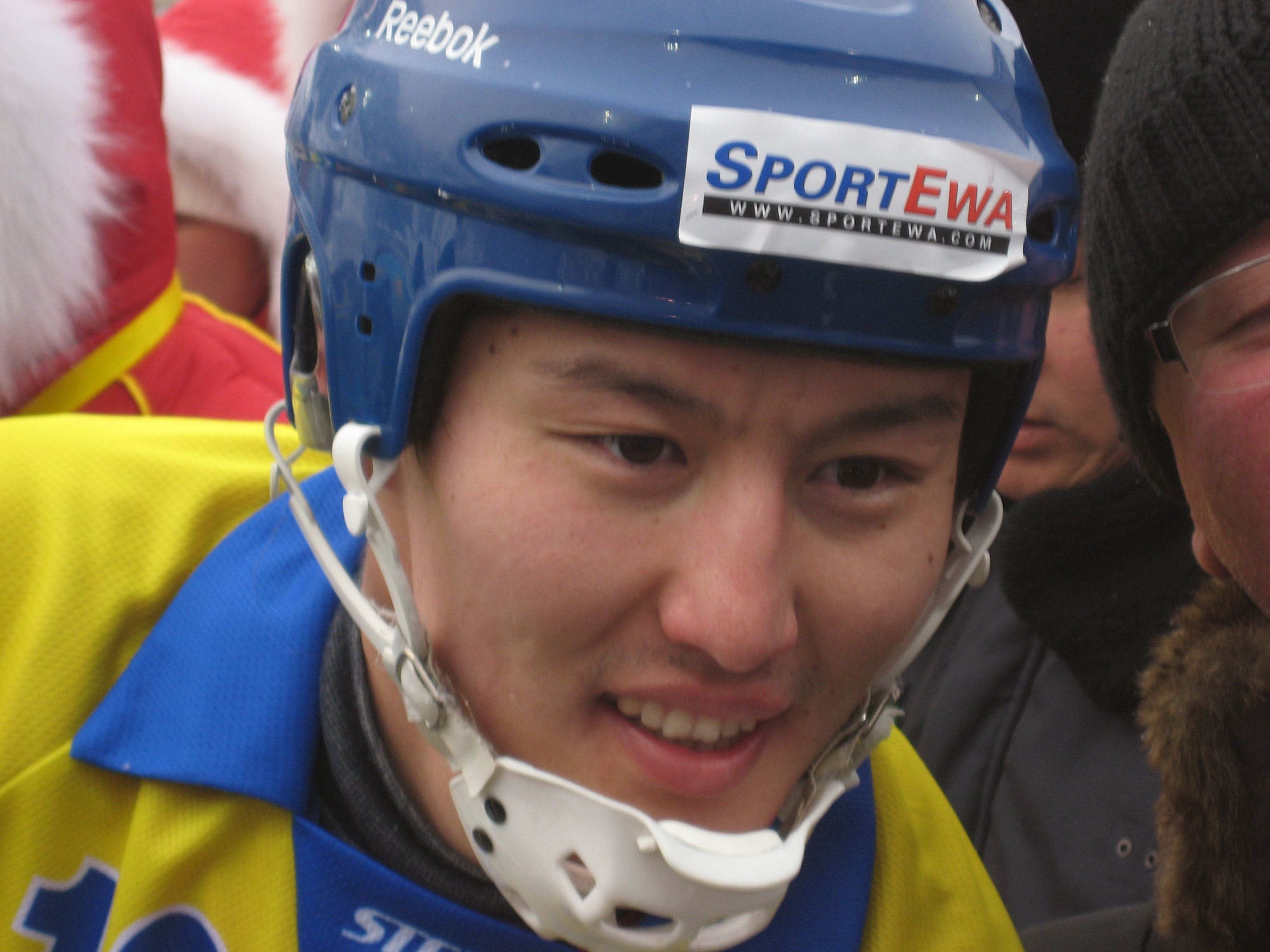
Le meilleur buteur du tournoi, Rauan Isaliyev

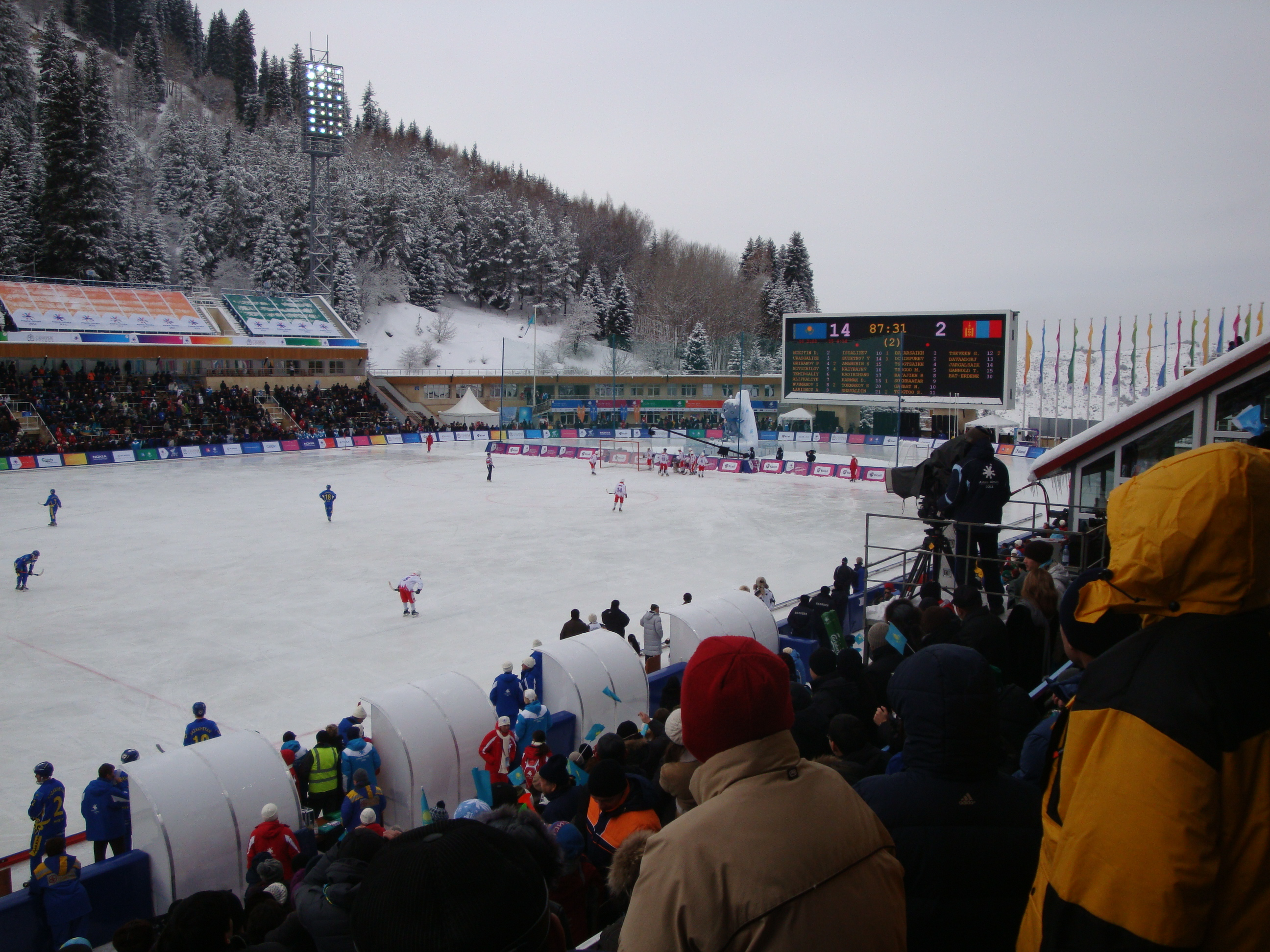
La finale entre le Kazakhstan et la Mongolie

Le Bandy aux Jeux asiatiques d'hiver de 2011 a eu lieu à Medeo à Almaty au Kazakhstan.

## Table des médailles
| Rang  | Nation       | Or | Argent | Bronze | Total |
| ----- | ------------ | -- | ------ | ------ | ----- |
| 1     | Kazakhstan   | 1  | 0      | 0      | 1     |
| 2     | Mongolie     | 0  | 1      | 0      | 1     |
| 3     | Kirghizistan | 0  | 0      | 1      | 1     |
| Total | Total        | 1  | 1      | 1      | 3     |

## Médaillés
| Évènement | Or | Argent | Bronze |
| --------- | --- | --- | --- |
| Homme     | Kazakhstan Dmitriy Nikitin Nurlan Urazgaliyev Pyotr Gribanov Vladislav Novozhilov Askar Temirgaliev Yelaman Alipkaliyev Iskander Nugmanov Anton Larionov Rauan Issaliyev Vitaliy Suyetnov Samat Amanshin Arstan Kazybayev Sultan Kadirzhanov Dmitriy Karmak Sergey Tokmakov Nikolay Shavaldin Nariman Takirov Ilyas Khairekishev | Mongolie Bayarsaikhany Munkhbold Ochirpureviin Enkhbayar Tsogtsaikhany Odsaikhan Tsogoogiin Myagmardorj Bayajikhyn Boldbayar Sukhbaatariin Och Ganbatyn Neguun Tsogtoogiin Shinebayar Tseveeny Gan-Ochir Davaadorjiin Mungunkhuyag Jargalsaikhany Bayarsaikhan Ganboldyn Tamir Bat-Erdeniin Chinzorig | Kirghizistan Elzar Bolotbekov Kaldybek Kalmanbetov Tologon Zholdosh Uulu Nuraly Kalmanbetov Bakytbek Asankulov Azamat Begimbaev Sagynbek Kadyrov Berdibek Imanbekov Almambet Kulchunov Bakytbek Duysheyev Nurbek Nogoev Ramis Zhumataev Mukhtarbek Tynymseitov Nurbek Togolokov Murasbek Osmonov Chynarbek Beishenbekov Kurmanbek Imankariev |